# 843
سنة 843 م كانت سنة بسيطة تبدأ يوم الإثنين (الرابط يظهر نموذج التقويم الكامل للسنة) من التقويم اليولياني. بدأت تسمية السنة ب843 منذ العصور الوسطى المبكرة، عندما أصبح تقويم أنو دوميني هو الأسلوب السائد في أوروبا لتسمية السنوات.

## أحداث
أغسطس - معاهدة فردان : تنقسم إمبراطورية الفرنجة إلى ثلاث ممالك ، بين الأبناء الثلاثة الباقين للإمبراطور الراحل لويس الورع . يتلقى الملك لويس الألماني الجزء الشرقي (كل شيء شرق نهر الراين ) ، والذي يُسمى بمملكة الفرنجة الشرقية ، وهو مقدمة لألمانياالحديثة . يتلقى الإمبراطور لوثير الأول الجزء المركزي ( البلدان المنخفضة ، الألزاس ، لورين ، بورغوندي والنصف الشمالي من إيطاليا ) ، المسمى بمملكة الفرنجة الوسطى. يتلقى الملك تشارلز الأصلع الجزء الغربي (كل شيء غرب نهر الرون ) ، والذي يسمى مملكة الفرنجة الغربية ، والتي أصبحت فيما بعد فرنسا

## وفيات
- أبو تمام
- يحيى بن يوسف الزمي